# Dentición de las serpientes
La dentición de las serpientes, es un punto clave para delimitar su grado de peligrosidad, ya que el tipo y la estructura de los dientes es lo que verdaderamente determina si la serpiente es o no venenosa. Se identifican, según la posesión o no de los colmillos inoculadores de veneno, la estructura de éstos, y la posición que ocupan en el maxilar superior.
Los colmillos venenosos aparecieron como una modificación de los dientes maxilares. Según el grado de especialización de la mandíbula y de estos colmillos, las diferentes especies de serpientes se pueden clasificar en cuatro grandes grupos.

## Aglifa (ausencia de surcos)
Ésta es la condición más primitiva, en la que los dientes son sólidos, sin surcos ni colmillos especializados en la inyección de veneno. Esta dentición es la menos especializada, y la encontramos en muchos grupos de serpientes, desde las grandes boas, pitones, anacondas, como en las primitivas serpientes excavadoras del infraorden Scolecophidia, e incluso algunas especies de la gran familia Colubridae. Los dientes en estos grupos suelen tener todos la misma forma y generalmente el mismo tamaño. Normalmente se suele asociar esta dentición a especies no venenosas y, aunque algunas serpientes aglifas si presenten veneno, normalmente no suelen ser mortales para el ser humano.

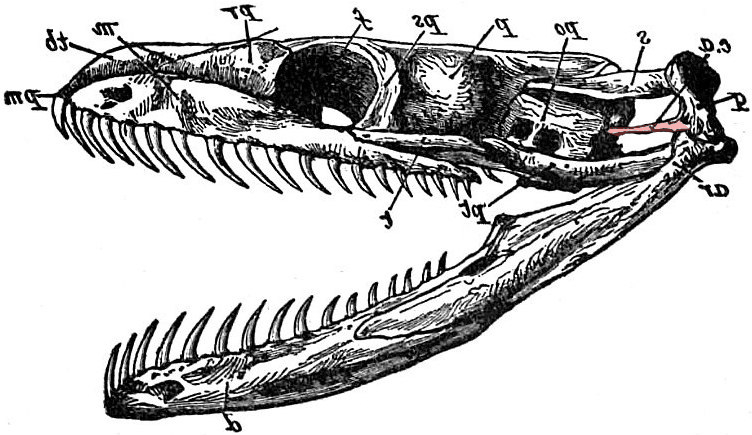
Dentición aglifa de una pitón africana de las rocas (Python sebae).

## Opistoglifa
Son dientes acanalados situados en la parte posterior de la mandíbula y conectados con glándulas de veneno, constituyendo un sistema de inoculación primitivo. Dado que para inyectar el veneno debe morder con la parte posterior de la boca, normalmente no suelen ser peligrosas para el hombre. Este es el caso de la culebra bastarda o de Montpellier. No obstante, las especies de gran tamaño pueden producir graves mordeduras e incluso la muerte, como la culebra arborícola de El Cabo, del África subsahariana. Sin embargo, los ataques de esta serpiente suelen ser muy raros.

## Proteroglifa
Son dientes pequeños y fijos situados en la parte delantera de la boca, con un canal más o menos cerrado. Las cobras, las mambas, las corales y las serpientes marinas poseen estos dientes. Algunas especies, como la cobra escupidora (Naja nigricollis), los tienen modificados para escupir el veneno a más de cuatro metros de distancia. A pesar de su pequeño tamaño los colmillos son lo suficientemente filosos para penetrar la piel de la víctima al momento de la mordedura, además de poseer un poderoso veneno. En consecuencia, son muy peligrosas para los humanos.

## Solenoglifa
Se trata de dos largos colmillos móviles en parte anterior de la mandíbula; son huecos con un canal interior cerrado y conectado con glándulas venenosas. Los colmillos se pliegan sobre el paladar superior cuando el animal cierra la boca y se enderezan rápidamente cuando la abre. Es el sistema de inoculación más eficaz. Este tipo de dentición es característico de los vipéridos. Estas serpientes atacan golpeando con su hocico y clavando los colmillos en la piel de la víctima en lugar de morder. También constituyen una seria amenaza de peligro para los seres humanos.